# 波音藝廊
波音藝廊（北波音藝廊和南波音藝廊）是一个位于美國芝加哥卢普区千禧公園的户外展览空间。它靠着南北中层平台，并位于瑞格雷广场（Wrigley Square）和皇冠喷泉（Crown Fountain）的东边。波音公司的主席及首席执行官詹姆斯·贝尔（James Bell）在一次于芝加哥文化中心举行的会议中向芝加哥市长李察·米高·戴利宣布波音公司会为这块空地的工程提供5百万美元的捐款。

## 细节

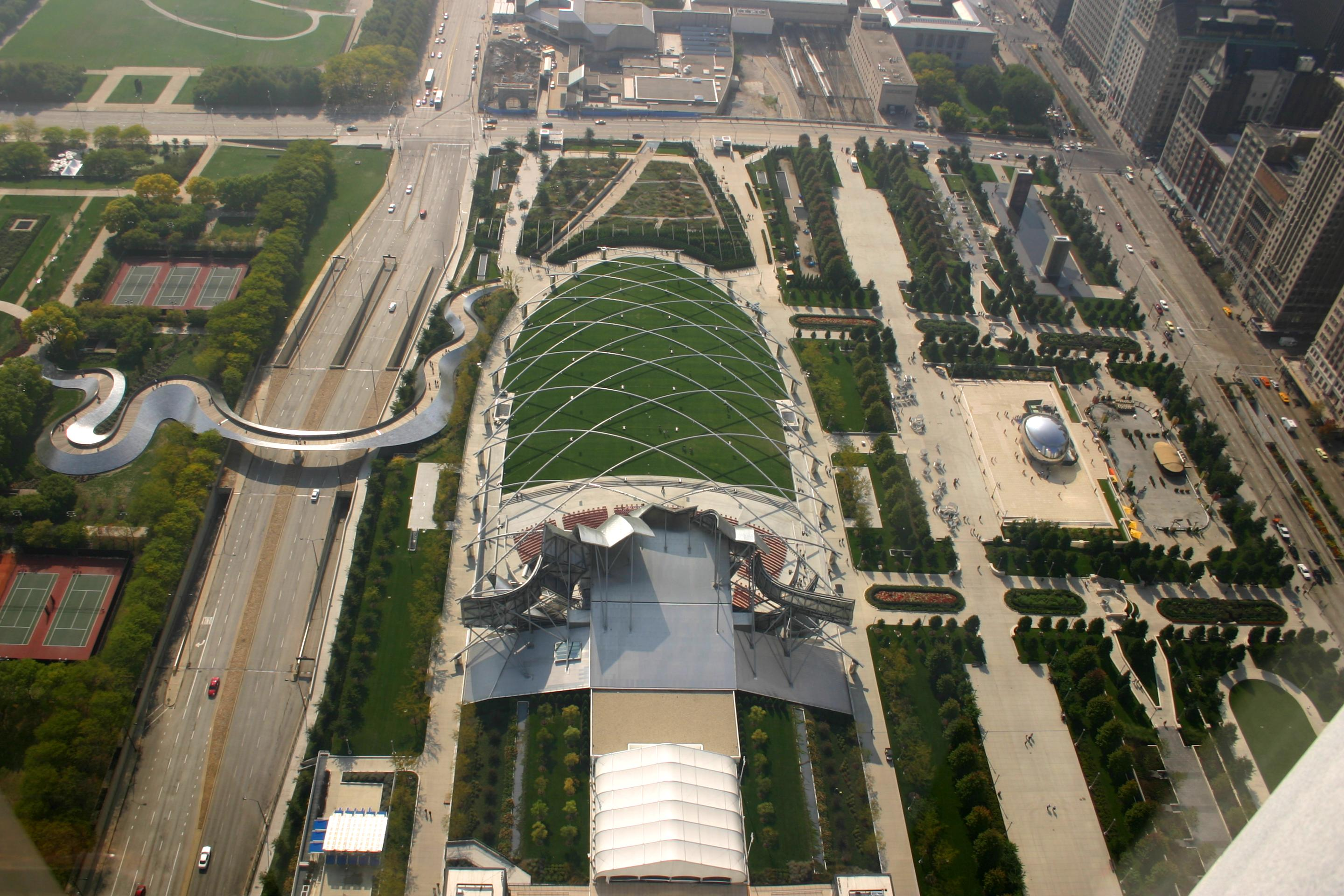
公园于2005年「芝加哥建築之旅」展览中的全观。

位于密西根湖东部和河床西边的格兰特公园从19世纪中旬开始就一直是芝加哥的主要公园。在它西北方的伊利诺伊中央铁路公司铁路站场和停车场於1997年被芝加哥选为千禧公园的地址。这公园于2007年成为芝加哥的第二大景点，並排在海军码头后面。
波音公司向芝加哥提供了6百万美元的经济支助 他们捐款的目的为资助一个可以用来举行视觉艺术及塑像艺术展览的露天艺廊空间。这些展览主要于春季和夏季举行。 艺廊在公园经过其第一个暑假后的2004年12月开放， 它为现代及当代艺术作品提供一个正式的展览地点。波音公司也资助了一个名为「走遍美国」（Family Album）的摄影展览，此展览于千禧公园的开幕周中举行。
艺廊的建造工程于2005年3月和6月举行，艺廊的南翼为19200平方尺，北翼为14400平方尺。它由在芝加哥非常罕见的梧桐树包围着。 参观者可以坐在其黑花岗岩的阶梯上，这颜色与于艺廊东边的皇冠喷泉相呼应。艺廊南翼和喷泉由由一个预制混凝土楼梯连接。 此外，艺廊由花岗岩铺盖，其南北翼被AT&T广场及云门分开。

## 展览

### 已举办的展览
2005年
第一个于波音艺廊南翼和大通长廊举行的展览为「芝加哥建築之旅：建築的表面張力」（Revealing Chicago: An Aerial Portrait），于2005年6月至10月期间举行。这次的展览展示了一百张在2003年3月和2004年8月期间于芝加哥都会区拍摄的照片。 芝加哥摄影师特里·埃文斯（Terry Evans）说道，虽然有90%的照片都是在直升机上拍的，但是她更喜欢用热气球，可是芝加哥风大，不适合在气球上拍照。波音艺廊的北翼没有在这次展览举行前完工，以至展览的其中一部分改在大通长廊举行。
2006年
艺廊在2006年5月12日至2006年10月期间举办了为名「寻找天堂：世界上伟大的花园」（In Search of Paradise: Great Gardens of the World）的展览。这次展览由芝加哥植物园（Chicago Botanic Garden）策划，并展示了来自21个国家的65张壁画式照片。这些照片都拍摄了不到五年。 此外，展览得到千禧公园、芝加哥文化部、波音公司和理查德·德赖豪斯基金（Richard H. Driehaus Foundation）的支持，并由佩内洛佩·霍布豪斯（Penelope Hobhouse）助理策划工作。这些照片的尺寸为4尺长和6尺宽。制造这些照片的所需时间比想象中还要长，以至展览延迟了一个星期才举行。 这次展览的主题主要是根据芝加哥的座右铭「Urbs in Horto」而定的，其意思为「在城市的花园」，它也参照了于2003年在芝加哥植物园举行的展览。 此外，参观者可以在展览中欣赏各种园林设计、美观以及园艺设计。
2007至2008年
马克·迪苏维洛（Mark di Suvero）于2007年4月17日至2008年10月2日期间于艺廊举行了其大型抽象表现主义作品展览。展览原本是要在2008年4月1日结束的，但是其后其展览时间被延长至2008年的秋季。 此外，展览得到了千禧公园、芝加哥文化部、波音公司和理查德·德赖豪斯基金支持，并由波音公司资助。
展览中有5件作品，其中2件位于波音艺廊的北翼，其余3件位于南翼。然而，公园在开始的时候只打算展示其中4件作品。「猎户座」是这些作品里最大的，它有亮橘色的外形，高53尺和重12吨。其展示地点为波音艺廊北翼。 此外，展览也展示了一件互动作品「商」（Shang），参观者可以爬到其上面。它高25尺，并拥有一个可以当作秋千的悬浮不锈钢秤杆。
芝加哥论坛报的艺术评论员艾伦·埃特纳（Alan G. Artner）认为波音艺廊这次给予展览的地方有点窄小。他解释这就是为什么迪苏维洛觉得大通长廊是一个更好的展览地点和他只能展示中型作品的原因。此外，他还不能从他多元化的作品中选择。埃特纳还质疑为什么一个勇于为公共艺术作品奋斗的城市，不敢为迪苏维洛冒险。
2009–2010年
迪苏维洛的展览品于2008年10月搬离波音艺廊。 公园于2009年3月宣布要在2010年4月9日至10月期间举行展示4件来自中国的大型户外当代塑像的展览。这次展览被命名为「与芝加哥谈话：来自中国的塑像」与在芝加哥文化中心举行的展览「大世界：中国最近的艺术」（The Big World: Recent Art From China）相呼应，但是这个展览拥有完全一样同的构思和作品。 陈文令的艺术品「英勇斗争第11号」（Valiant Struggle No. 11）象征着中国社会。隋建国的作品「风城恐龙」上刻着「中国制造」以批评中国的出口经济由大量低成本的货品组成。而沈少民的石油设备讽刺漫画「磕头泵」则只能在6月11日至8月27日期间的星期四展出。展望的作品「假山石第46号」是一个描述供石的不锈钢抽象作品。

### 最近举办的展览
2011–2012
芝加哥于2011年2月1日宣布要在2011年4月6日至2012年10月期间于艺廊举行一个展示墨西哥艺术家伊风·杜明戈（Yvonne Domenge）大型户外塑像展览，这次展览名为「互相连接：伊风·杜明戈的塑像」。展览得到国家文化及艺术委员会、理查德·德赖豪斯基金、墨西哥艺术馆和墨西哥领事馆的赞助。这次展览标志了首位在波音艺廊举行展览的拉丁裔女艺术家。这是庆祝墨西哥独立战争及其革命百年纪念的最后一个活动。它也是拉丁裔艺术家首次在千禧公园举行的展览。展览的3年筹备草图于2010年秋季在芝加哥文化中心展出。此外，塑像的安装设计草图也做为预览在那里展示了出来。
人们形容杜明戈的塑像为由自然世界中几何规律带出的「对立的统一」和「不一致的和谐」的作品。这4件塑像中包括了一个坐落于波音艺廊北翼的红漆铜像「生命之树」，其高16尺，为众多作品中最高的塑像。塑像上的树和种子都代表了生命的完整和其新的诞生。它们都被认为代表着「生生不息」。其余3件作品则在波音艺廊的南翼展示，它们包括：高13尺的黄漆塑像「埃斯孔丝带」、高16尺的白色塑「云浪」及高10尺的蓝色塑像「欢唱」。杜明戈的球型塑像向空间和引力提出了挑战，并传达着一种富节奏感的美和一个较大的宇宙次序。波音艺廊把作品放在位于瑞格雷广场东边的北翼和位于皇冠喷泉东边的南翼杜明戈表明她尝试表达通过花草的分子结构来表达几何图形的美。她觉得那些在南翼的球型塑像完美地表现了，并在一个「色彩和形式的节日」里中庆祝了几何秩序。此外，这次的作品并没有使用任何螺丝和接焊，以表达和谐的特性和对她公园的尊重。